# 钢铁雄心：东西对抗
《钢铁雄心：东西对抗》是Paradox Interactive一款原计划在2013年第一季度發行的大型战争战略游戏。游戏背景设定在1946年至1991年冷战时期。

## 游戏玩法
东西对抗并非是钢铁雄心III的扩展包，而是一款独立游戏。像钢铁雄心系列的许多前作一样，玩家可以控制并管理一个国家，包括其政治、外交、间谍、经济、军事和技术等方面。与 钢铁雄心系列之前的作品不同，该游戏设定在冷战时代，而不是主要侧重于大规模战争。游戏中可以使用核武器，但会受到国家紧急状态的限制。

### 特点
游戏的主要焦点是冷战时期国家的外交、政治、经济、军事和间谍等方面，以及玩家在这些方面所做的决策。
已确认的特点包括：
- 利用“间谍卡”的新间谍系统。[2]
- 扩展的政治模块。[3]
- 一个指示游戏世界接近总毁灭程度的末日时钟。
- 联合国的存在以干预全球事件。
- 自定义船只的能力。[4]
- 核军备竞赛和核战争将通过核地图模式、铀作为资源、工厂（离心机）生产浓缩裂变材料、从发射井发射的洲际弹道导弹、核潜艇以及红色按钮得到扩展。[5]

游戏预计将保留包括对武装部队的控制、战略战争系统、用户友好的修改和最多32名玩家的多人游戏系统在内的许多钢铁雄心III的功能。

## 取消
东西对抗在错过了最初的2013年第一季度发布日期后，没有设定新的发布日期。在决定删除游戏中的主要功能（包括多人功能）后，开发人员希望于2014年3月提供一个付费的公共测试版。东西对抗的取消是由BL Logic和Paradox Interactive在同年3月6日的一份联合声明中宣布的，声明中列出了项目中的多次延迟。
2014年6月16日，在一個俄羅斯論壇中，測試版流出。